# Ouistiti pygmée
Cebuella pygmaea, Callithrix pygmaea · Ouistiti nain, Ouistiti mignon
 (mars 2009).
Si vous disposez d'ouvrages ou d'articles de référence ou si vous connaissez des sites web de qualité traitant du thème abordé ici, merci de compléter l'article en donnant les références utiles à sa vérifiabilité et en les liant à la section « Notes et références ».
Genre
Espèce
Synonymes
- Callithrix pygmaea

Statut de conservation UICN

 LC  : Préoccupation mineure
Statut CITES
Le ouistiti pygmée (Cebuella pygmaea ou Callithrix pygmaea), parfois appelé ouistiti mignon ou ouistiti nain, est une espèce de primates de la famille des Callitrichidae. 
Initialement classé comme tous les ouistitis dans le genre Callithrix, certaines de ses caractéristiques uniques ont conduit à le considérer comme appartenant à un genre à part, Cebuella. Cebuella pygmaea était initialement l'unique représentant du genre Cebuella, mais en 2017 une étude phylogénétique a proposé de considérer les deux sous-espèces connues comme des espèces séparées : Cebuella pygmaea et Cebuella niveiventris.
Le genre Cebuella s’est séparé des autres ouistitis amazoniens en franchissant le puissant rio Madeira et se rencontre aujourd’hui dans toute la haute Amazonie en compagnie des tamarins. Aucun autre ouistiti ne s’est répandu à l’ouest du rio Madeira. Le ouistiti pygmée est l’espèce qui a poussé le plus loin le processus de nanisation enclenché depuis des millions d’années par les ouistitis-tamarins sud-américains. C’est le plus petit singe du monde et le deuxième plus petit primate de la planète (après le microcèbe pygmée), il ne mesure qu’une douzaine de centimètres. Du fait de sa petite taille, le ouistiti pygmée a plus de prédateurs potentiels que les autres singes. Les oiseaux de proie présentent une menace constante. Il balaie l’horizon en tournant sa tête sur 180°. Pour éviter de se faire repérer, il arbore une robe cryptique, au-dessus fauve brunâtre mêlé de noir grisâtre. Son mode de déplacement est aussi très spécial : à l’arrêt, il est pratiquement indétectable. Aussi, quand il avance, il le fait parfois avec une très grande lenteur, à la façon d’un paresseux ou d’un caméléon. Ce poids plume peut s’agripper à une tige sans la faire ployer. Mais sa stratégie principale reste celle de la sauterelle : la séquence jaillissement-immobilité. Il peut faire des bonds de 4 m. Le ouistiti pygmée se déplace en sautant en position verticale le long des troncs plus souvent que tout autre singe. Comme l’écureuil, il grimpe en spirale autour des arbres et se cache derrière les troncs, si vite que l’œil humain a du mal à le suivre. Après avoir alterné une série de sprints et de sauts déconcertants, le ouistiti s’immobilise au sol où sa tenue de camouflage le protège, ou bien se cache derrière une branche.

## Appellations
Cette espèce porte différents noms selon les langues et les régions : Pygmy marmoset (pour les anglophones), Leãozinho, sagui pigmeu (au Brésil), Mono de bolsillo (« singe de poche ») ou leoncito (au Pérou et en Colombie), Tití enano, chichíco, tumí (en Colombie), Leoncillo et gatomo (nom huaorani ; en Équateur), Tsigeriniro, tampianiro, tampiashitsa (pour l'ethnie matsigenka du parc national de Manú au Pérou).

## Description

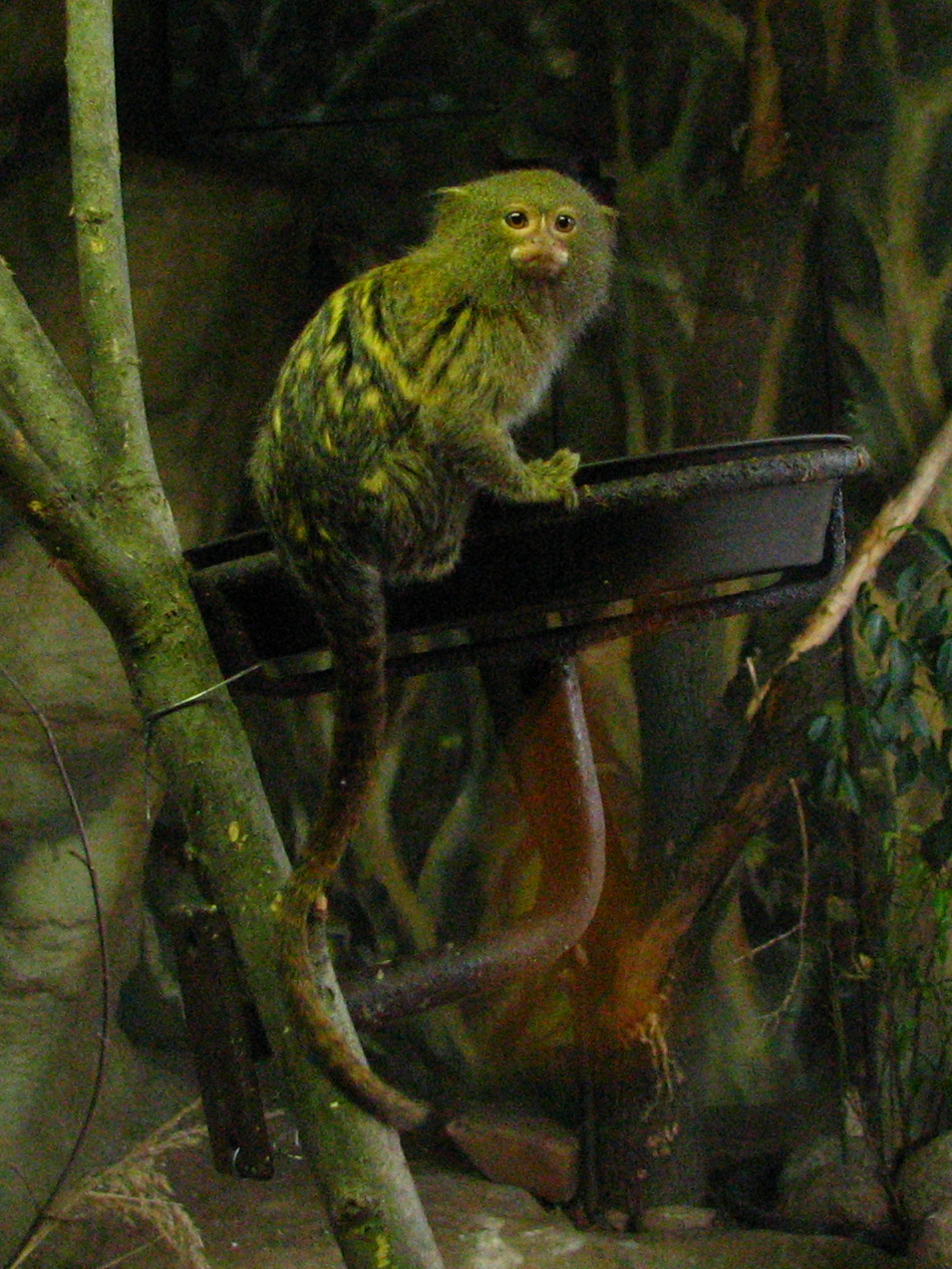
Ouistiti pygmée au zoo Dvůr Králové.

La femelle est légèrement plus grande que le mâle. La fourrure est fine, douce et dense. Dessus grisâtre à brun fauve. Dessous (ventre et poitrine) orangeâtre, ochracé ou fauve chez le ouistiti pygmée du nord, blanchâtre chez le ouistiti pygmée du sud. Pieds et mains jaunâtres ou orangeâtres. Queue imperceptiblement annelée de noir. Tête et poitrine couvertes de longues touffes de poils formant une crinière. Face brun sombre éclairée de gris blanchâtre au-dessus de la commissure des lèvres et d’une raie nasale verticale blanchâtre à chamois, marques qui amplifient la perception des expressions faciales et des mouvements de la tête durant la communication visuelle. Il est quasiment impossible de distinguer le mâle de la femelle sauf au niveau de l’aire génitale, le scrotum des mâles étant fortement tacheté de noir. La zone anogénitale, chez les deux sexes, est complètement entourée d’épais poils noirs qui augmentent l’effet visuel lors des démonstrations à caractère sexuel. L’Ouistiti pygmée du sud a le scrotum marqué de points noirs, pas l’Ouistiti pygmée du nord.
Le ouistiti pygmée diffère physiquement des ouistitis des genres Callithrix et Mico par une plus petite taille, un pelage agouti strié de bandes, il s’en distingue aussi au niveau des organes génitaux mâles (scrotum sessile et hampe pénienne non épineuse) et de la denture (incisives et prémolaires inférieures). À la différence des autres ouistitis, le ouistiti pygmée ne bouge pas la tête de droite à gauche, n’enroule pas sa queue entre ses jambes pendant le repos ou le sommeil, ne fait pas le gros dos pour montrer son hostilité, ne hérisse pas les poils de la couronne lorsqu’il a peur et ne consomme pas de fruits pulpeux.
Le juvénile acquiert le coloris facial propre à l’adulte vers l'âge de 5 mois.

### Mensurations
(mai 2015).
- Corps de 12 à 15 cm.
- Queue de 17 à 23 cm.
- Poids 120-130 g (de 85 à 160 g).
- Cerveau : 4,2 g (dont néocortex : 2,54 cm3).
- Rapport longueur bras/jambes (x100) : 82.
- Caryotype : 2n = 44.

## Physiologie

### Alimentation

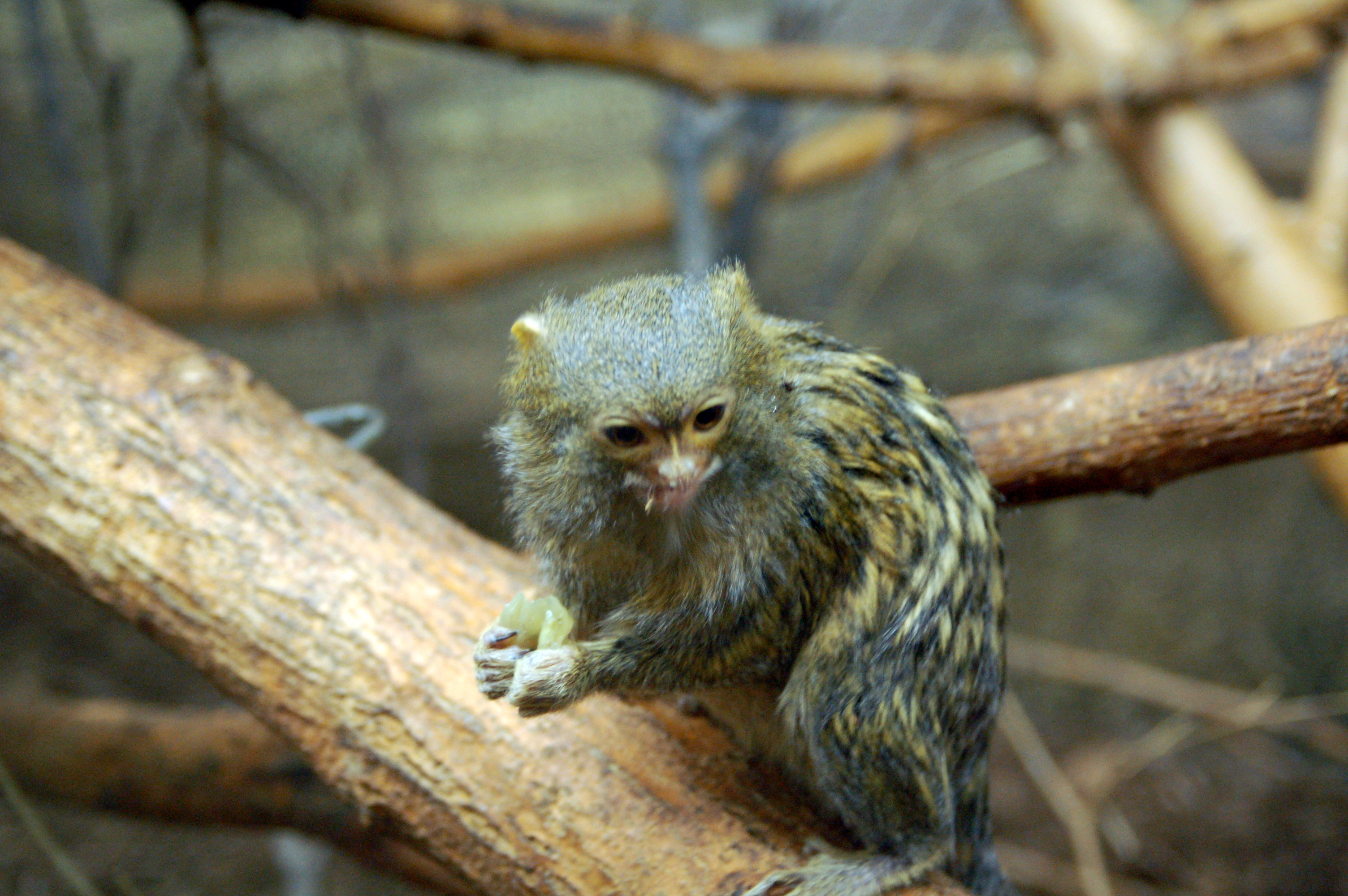
Ouistiti pygmée se nourrissant, zoo de Philadelphie

Gommivore-insectivore-frugivore. Passe jusqu’à 32 % de son activité journalière (et 67 % de son temps alimentaire) à racler les troncs pour en prélever les sécrétions résineuses, ce qui fait de lui le ouistiti le plus spécialisé dans la consommation de gomme. Il fait des incisions de 1 à 2 cm qu’il visite quotidiennement et des chercheurs ont compté jusqu’à 1 700 nouvelles incisions en six mois sur une aire donnée, ce qui profite au Tamarin à selle (Saguinus fuscicollis). Au Pérou, le ouistiti pygmée saigne l’écorce de près de soixante espèces de plantes appartenant essentiellement à quatre familles : anacardiacées, méliacées, légumineuses et vochysiacées. Il ponctionne les sapotiers chupachupa (Quararibea sp.), le pau-terra (Qualea sp.), le cèdre quaruba (Vochysia sp.) et le prunier mombin (Spondias mombin). Au sud de la Colombie, ses sources préférées sont les cèdres acajou (Cedrela sp.), les pois doux (Inga sp.) dont il consomme aussi les fruits, les parkias (Parkia sp.), les clusias (Clusia sp.), le caballeros (Souroubea guianensis) et le figuier jípeo (Ficus hartwegii). Il raffole aussi des arthropodes qu’il recherche dans la couronne des petits et moyens arbres ainsi que dans les enchevêtrements de lianes, toujours au-dessous de 20 m de hauteur. Il n'hésite pas à s’aventurer dans un pâturage pour capturer des sauterelles. Parfois, grignote un fruit, lèche du nectar durant la saison sèche, croque un œuf d’oiseau ou s’attaque à un oisillon. En captivité, on a observé un spécimen chasser furtivement un oiseau, le tuer puis en consommer le cerveau riche en protéines.

### Reproduction
En captivité, les copulations ne durent que 4 à 10 secondes et le mâle toilette longuement sa partenaire, parfois près d’une heure. La femelle met bas deux fois par an, pour la première fois autour de son 23e mois. Elle connaît un second œstrus post-partum trois nouvelles semaines après la mise bas. En Amazonie péruvienne, on enregistre deux pics de naissance, en mai-juin et entre octobre et janvier. Deux faux jumeaux naissent après 4-5 mois de gestation. Les naissances uniques représentent 30 % des cas et les triplés sont très rares. Chaque bébé pèse 14 à 27 g à la naissance.

#### Développement
Dès le deuxième jour, la femelle et le mâle se partagent les jumeaux sur leurs dos afin que celle-ci puissent partir plus facilement à la recherche de nourriture. Tous les membres du groupe sont des transporteurs potentiels. Les jeunes sont parfois laissés seuls sur une branche. À un mois, les jumeaux réalisent leurs premiers jeux solitaires (exploration, acrobaties, sauts et mimes de capture d’insectes), ils commencent à être laissés seuls en des lieux sûrs. Pour le jeune ouistiti pygmée, le sevrage débute vers un mois et demi, autour de cinq mois il peut saigner les troncs lui-même. Les jumeaux passent beaucoup de temps à jouer ensemble lors des deux pauses quotidiennes, évoluant près de la cime. La mortalité infantile est de 33 %, la plupart des morts intervenant durant les deux premiers mois. Sexuellement mature entre 12 et 18 mois, il n'atteint sa taille adulte qu'à l'âge de 2 ans.

### Couleurs

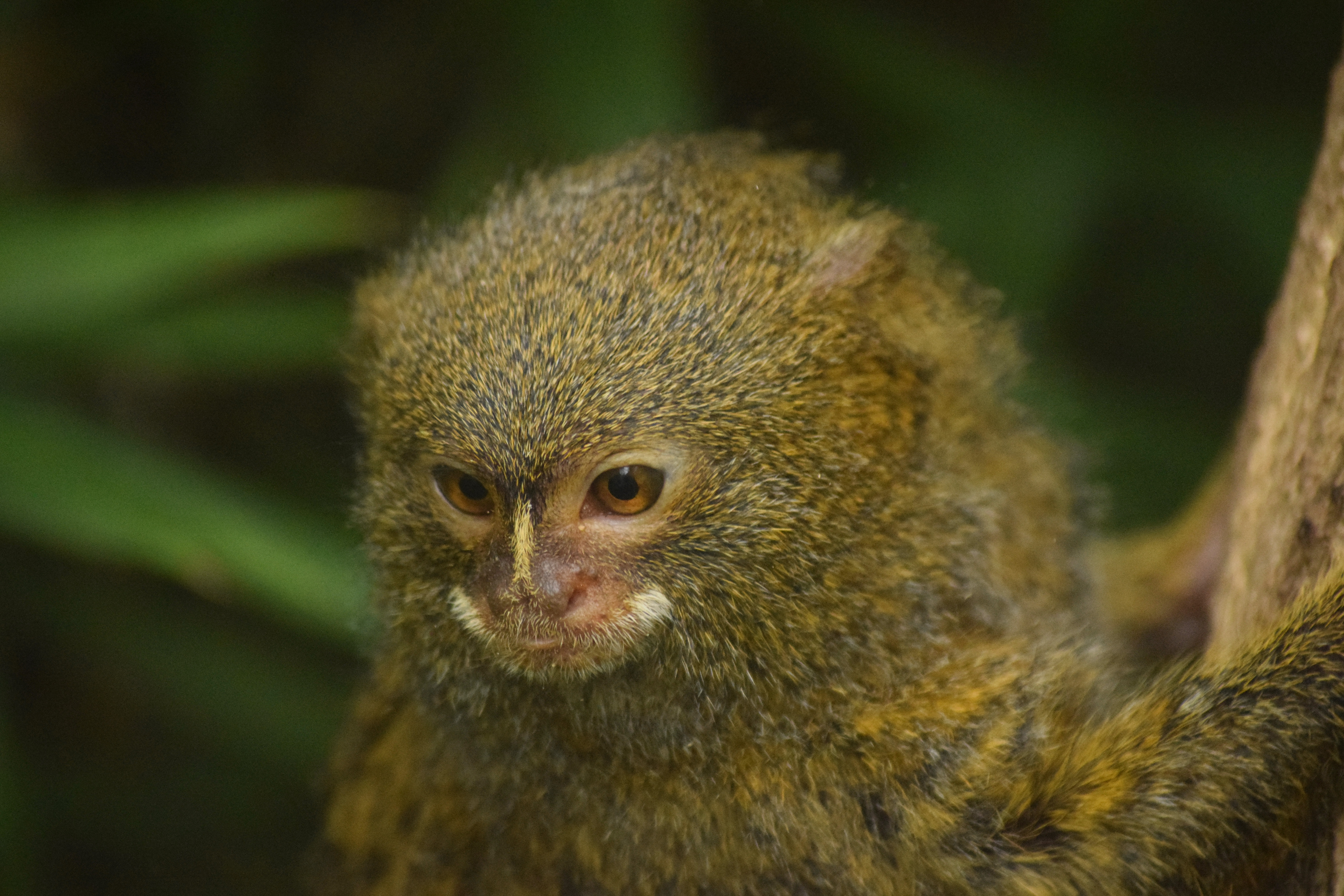
Ouistiti pygmée

Le corps du ouistiti pygmée est recouvert de fourrure dense qui peut être grisâtre, fauve ou brun-or.

### Locomotion
Le ouistiti pygmée est quadrupède et pratique le saut-accrochage vertical. Il effectue des bonds jusqu’à 4 m. Il grimpe en spirale autour des troncs. Il a l'habitude de progresser soit lentement soit à toute vitesse.
Il est diurne et arboricole.

## Habitat et répartition

Aire de répartition de Ouistiti pygmée

Tous les types de forêt. Forêt inondable (igapó et varzea), terra firme, fourrés de bambous. Abords des champs cultivés. Dans la terra firme, souvent associé à un arbre émergeant appelé guarango (Parkia sp.). Quel que soit l’environnement, il habite la lisière de forêt à proximité d’un cours d’eau. Dans les forêts de plaine inondables, il préfère les zones inondées au plus trois mois par an avec un niveau d’engorgement n’excédant pas 2-3 m. Il habite aussi en Amérique du Sud dans les forêts d'Amazonie.
Tout le bassin de la haute Amazone, soit le nord de la Bolivie, l’est du Pérou, l’est de l’Équateur, le sud de la Colombie, le nord et l’ouest du Brésil. Il est présent dans un triangle dessiné au nord par le rio Japurá-Caquetá, à l’est par le rio Madeira et à l’ouest les rios Pastaza et Ucayali. Sa limite sud se situe à la frontière de l’État d’Acre (Brésil) et du Pérou.
Domaine minuscule et exclusif. Trois mille m² en pleine forêt, plus du double le long des forêts riveraines. Son centre abrite les deux ou trois arbres qui lui fournissent ses exsudats.
Densité : 50-60/km² en pleine forêt et 210-230/km² dans les forêts riveraines (Amazonie péruvienne).
Sa distribution se superpose à celle du Tamarin à selle (Saguinus fuscicollis) mais l’Ouistiti pygmée n’occupe pas la même niche écologique.

## Activités
Parcourt chaque jour 30 à 100 m (jusqu’à 850 m, observation chez un individu isolé). Cette distance calculée horizontalement reflète mal le déplacement réel d’une espèce particulièrement « tridimensionnelle » (nombreux déplacements verticaux). Il s’active tôt le matin (première prise de gomme), en fin de matinée (consommation d’insectes et de gomme) et surtout en fin d’après-midi. Les phases d’alimentation sont entrecoupées de séances de repos, de jeu, de toilettage mutuel et de pelotonnement. Pas de coordination ni de synchronisation réelles entre les divers membres du groupe, les uns pouvant gouger des troncs, les autres chercher des insectes et d’autres encore se reposer. Lorsqu’un groupe a épuisé les principales sources alimentaires de son domaine, il en change tout simplement. Il dort la nuit dans un trou d’arbre.

## Vie sociale

### Structure sociale et système de reproduction
Groupe monoparental ou groupe multimâle-unifemelle. Monogamie. Le plus souvent, un couple et ses jeunes jusqu’à quatre générations. Il existe également des individus solitaires.
Le dominant suit constamment la femelle avec laquelle il forme un couple spatialement soudé qui se toilette et se pelotonne fréquemment. La femelle alpha domine tout le monde, y compris les mâles adultes (car il peut en exister plusieurs au sein d’un groupe). Le mâle dominant, qui réaffirme sa supériorité en exhibant ses testicules et restreint l’accès du dominé à la femelle par des comportements d’agression et de surveillance.

### Nombre de petits
Sept (de deux à quinze). De trois à huit (Yasuní, Équateur).

### Communication

#### Communication orale
Quinze vocalisations. Du fait qu’il craint davantage les prédateurs que les autres ouistitis, on a longtemps cru qu’il communiquait moins avec ses congénères et que c'était le plus silencieux des singes du Nouveau Monde. La réalité est inverse : beaucoup de ses cris subsoniques échappent à l’oreille humaine, et les rares que nous percevons ressemblent à de faibles pépiements ou babillages. Des expériences ont montré que les ouistitis pygmées instaurent entre eux de véritables dialogues, chaque individu appelant à son tour de façon coordonnée, comme chez les titis et les saïmiris. Le cri d’alarme nasal est formé d’une série de notes (‘kik’) produites toutes les demi-secondes : il entraîne le figement et le « silence radio » chez les congénères. Plusieurs types de trilles suraigus ont été enregistrés, les uns émis bouche ouverte dans un contexte agressif (durée de 334 ms), les autres émis bouche fermée lors des déplacements (d’une durée moyenne de 176 ms, leur fréquence varie entre 1 et 1,5 kHz - appel rapproché - ou bien s’établit autour de 4 kHz - appel moyenne distance entre 5 et 10 m). Distinct des précédents, l’appel longue-distance (limitée toutefois à une vingtaine de mètres) consiste en une série de dix à vingt notes brèves produites bouche fermée toutes les 50 ms à une fréquence de 5-6 kHz. Des gazouillis sont émis en signe de soumission. Le cri de peur est une sorte de crissement suraigu et l’animal produit des sortes de jacassement lorsqu’il est furieux. D’après Y. V. Pola et C. T. Snowdon, un cri précéderait la défécation. Enfin, lorsqu’il s’approche d’un arbre, le Ouistiti pygmée crie pour annoncer son arrivée et inciter d’éventuels rivaux à quitter les lieux.

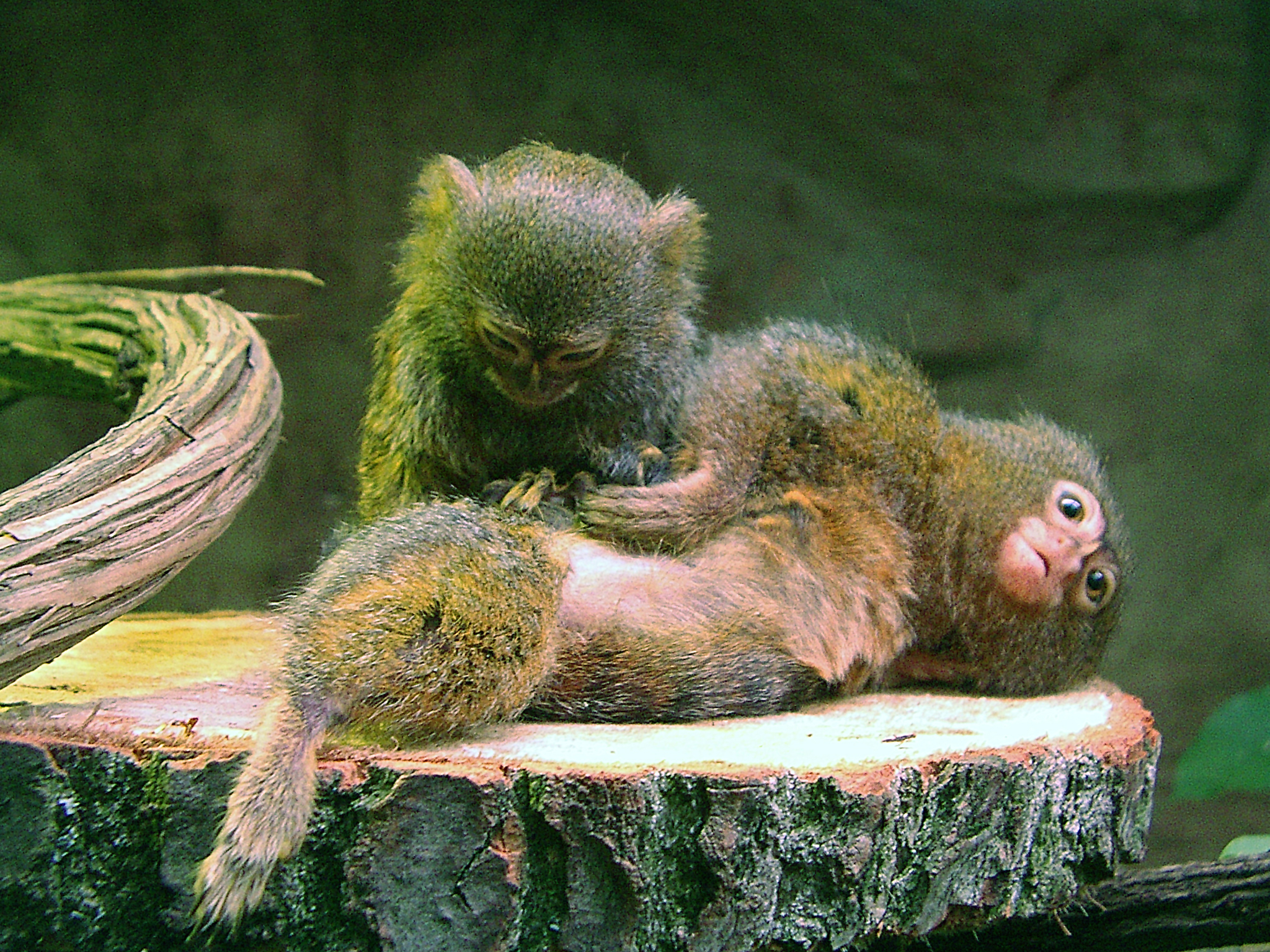
Deux ouistitis pygmées se toilettant

#### Communication visuelle
Il hérisse le poil et agite sa queue pour exhiber son aire génitale, dans un contexte hostile. C’est d’ailleurs le seul ouistiti à agiter la queue parmi la vingtaine d’espèces connues. Le Ouistiti pygmée communique par des postures et des expressions faciales. Lorsque la femelle ne veut pas copuler, elle montre au mâle sa zone génitale et celui-ci se soumet en se contentant de lécher ladite zone ou de remuer et/ou tirer la langue.

#### Communication tactile
Toilettages mutuels fréquents.

## Prédateurs
Nombreux. Les félins et aussi les rapaces.

## Particularités physiques et comportementales
(décembre 2022).
- Le nouveau-né est si minuscule qu’il faut une loupe pour distinguer ses doigts. Un jeune spécimen est encore à peine plus grand qu’un gros criquet, l’un de ses futurs repas…
- C’est l’ours en peluche des jeunes Indiens, qui lui confient leurs secrets. Pour les adultes, juché sur le haut du crâne, c’est une formidable machine à enlever les poux.
- Chez cette espèce, l’unique femelle adulte du groupe domine tous les autres membres.
- Il vit le plus souvent en couple monogame. Parfois, il y a plusieurs mâles adultes au sein d’un groupe et, étant donné qu’ils tentent de s’accoupler, on pourrait penser que cette espèce pratique la polyandrie. Néanmoins, un mâle dominant monopolisant l’accès à la seule femelle, le système reproductif demeure fonctionnellement monogamique.

## Sous-espèces
D'après l'ouvrage Handbook of the Mammals of the World en 2013, il existe deux sous espèces de ouistiti pygmée:
- Cebuella pygmaea pygmaea (Spix, 1823)
- Cebuella pygmaea niveiventris Lönnberg, 1940

Cebuella pygmaea pygmaea, se rencontre dans un triangle entre le rio Japurá-Caquetá au nord, le rio Solimões au sud et le río Pastaza à l’ouest. La pointe est de ce triangle se trouve à la confluence des rios Japurá et Solimões. Cebuella pygmaea niveiventris, se rencontre au sud du Solimões, à l’ouest jusqu’au río Huallaga, à l’est jusqu’au rio Madeira, au sud jusqu’à la frontière de l’Acre et du Pérou jusqu’au bassin du río Manu.
En 2017, la séparation entre les deux sous-espèces a été analysée sur base de données moléculaires. Les résultats de l'étude encouragent à les considérer en réalité comme des espèces distinctes.

## Menaces
Le ouistiti pygmée reste assez commun car il n’est pas chassé (rien à manger) et s’adapte à l’agriculture. Se fait parfois prendre dans des pièges en bordure des plantations de bananes et de plantains, des délices auxquels il ne sait résister. Il s’apprivoise facilement.

### Sous-genreCallithrix (Cebuella)
- (en) Mammal Species of the World (3e  éd., 2005) : Callithrix (Cebuella)  Gray, 1866
- (en) NCBI : Callithrix (taxons inclus)

### GenreCebuella
- (fr + en) ITIS : Cebuella  Gray, 1866 (consulté le 1er septembre 2019)
- (en) Tree of Life Web Project : Cebuella
- (en) UICN : taxon  Cebuella  (consulté le 6 janvier 2023)
- (en) BioLib : Cebuella  Gray, 1866 (consulté le 1er septembre 2019)
- (en) Catalogue of Life : Cebuella Gray, 1866 (consulté le 6 avril 2023)
- (en) NCBI : Cebuella (taxons inclus) (consulté le 1er septembre 2019)
- (en) Tree of Life Web Project : Cebuella (consulté le 1er septembre 2019)
- (en) Paleobiology Database : Cebuella  Gray 1865 (consulté le 1er septembre 2019)

### EspèceCallithrix pygmaea
- (en) Mammal Species of the World (3e  éd., 2005) : Callithrix (Cebuella) pygmaea Spix, 1823
- (en) CITES : Callithrix pygmaea (Spix, 1823)  (+ répartition sur Species+) (consulté le 27 mai 2015)
- (fr) CITES : taxon  Callithrix pygmaea (sur le site du ministère français de l'Écologie) (consulté le 27 mai 2015)

### EspèceCebuella pygmaea
- (en) BioLib : Cebuella pygmaea  (Spix, 1823) (consulté le 1er septembre 2019)
- (en) Catalogue of Life : Cebuella pygmaea (Spix, 1823) (consulté le 15 décembre 2020)
- (fr + en) ITIS : Cebuella pygmaea  (Spix, 1823) (consulté le 1er septembre 2019)
- (en) NCBI : Callithrix pygmaea  (Spix, 1823) (Syn. de Cebuella pygmaea) (taxons inclus) (consulté le 1er septembre 2019)
- (en) UICN : espèce Cebuella pygmaea  (Spix, 1823) (consulté le 1er septembre 2019)